# Margarethaconvent
Het Margarethaconvent, ook Sint-Margrietklooster was een kloostercomplex aan de Spieringstraat in Gouda.

## Geschiedenis
Het klooster werd in 1386 gesticht door Machteld Cosijns. Aanvankelijk werd het convent ondergebracht in een woning aan de westzijde van de Spieringstraat. In 1393 vond een verhuizing plaats naar de overzijde van de staart. Het Margarethaconvent lag in het gebied dat grofweg werd begrensd door de Spieringstraat, ook wel Hofstraat genoemd, in het westen, de Patersteeg (met aan de overzijde het Collatiehuis) in het noorden, de Groeneweg in het oosten, en in het zuiden doorlopend tot voorbij de huidige Kees Faessens Rolwagensteeg. In de beginperiode was er sprake van een kloostergemeenschap, die leefde naar de derde regel van de orde van Sint-Franciscus, waarbij aangesloten werd bij het gedachtegoed van de Moderne Devotie. In de loop van de 15e eeuw werd overgestapt van een seculiere naar een reguliere kloostervorm, waarvoor de regel van Agustinus gold. In 1416 werd de kloosterkapel gebouwd.
Het klooster kende in de 15e en het begin van de 16e eeuw een bloeiperiode en behoorde tot de meest welvarende kloosters van Gouda. In 1572 keerde het tij. Soldaten van Lumey richtten een ravage aan. Onder aanvoering van de provoost van Lumey, Hans Aultermarck, werd het klooster geplunderd en in brand gestoken. Aultermarck werd door het stadsbestuur opgepakt en ter dood veroordeeld. Op 11 april 1573 werd hij levend verbrand. Zijn compaan Christoffel Deyffsteder werd veroordeeld tot een galeistraf en voor eeuwig uit de stad verbannen.
Van klooster zelf is niets overgebleven. De bouwval werd gesloopt. De plaats waar het klooster heeft gestaan werd aangeduid als het "Verbrande Erf. De nonnen uit het klooster vonden elders huisvesting en werden door de stad onderhouden. Op een deel van het complex werd het weeshuis van Gouda gebouw. Op een ander deel verrees het Swanenburghshofje.
De laatste rector van het klooster, Cornelis Hermansz., overleed in 1587 en werd begraven in de Goudse Sint-Janskerk.

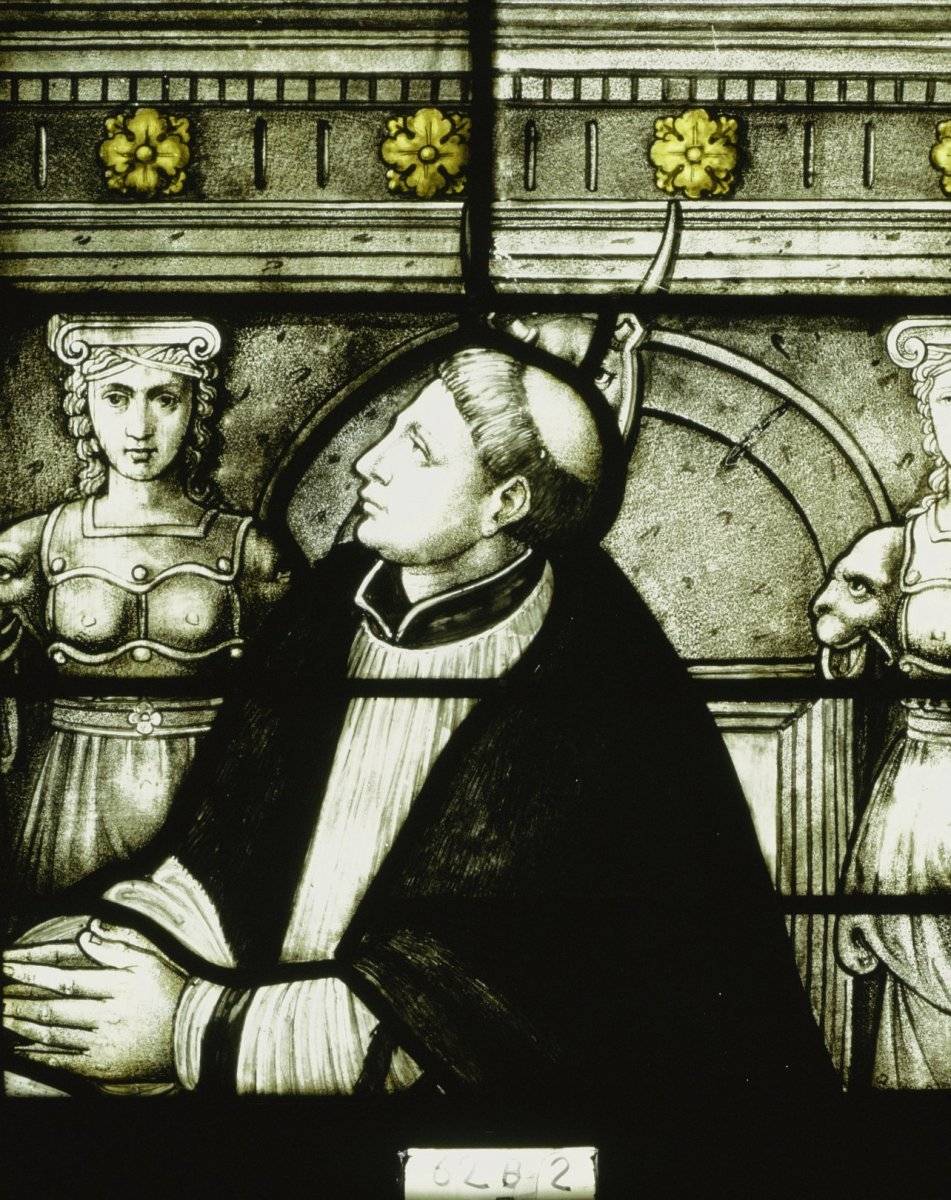
Robert Jansz. Goris, een van de rectors van Margarethaconvent